# Ihor Kowalenko (Mathematiker)
Ihor Mykolajowitsch Kowalenko (russisch Игорь Николаевич Коваленко Igor Nikolajewitsch Kowalenko; * 16. März 1935 in Kiew; † 19. Oktober 2019) war ein sowjetisch-ukrainischer Mathematiker, der sich vor allem mit der Wahrscheinlichkeitstheorie und insbesondere der Warteschlangentheorie beschäftigte.

## Biographie
Kowalenko schloss 1957 sein Grundstudium in Mathematik und Mechanik an der Nationalen Taras-Schewtschenko-Universität Kiew ab. Im selben Jahr heiratete er Elena Markowna. Danach absolvierte er ein postgraduales Studium bei Boris Wladimirowitsch Gnedenko am selben Ort. Durch Gnedenko lernte er Andrei Nikolajewitsch Kolmogorow kennen. 1962 ging Kowalenko nach Moskau und forschte am Labor des Verteidigungsinstituts. In 1964 wurde er dort Doktoringenieur. 1970 erwarb er dort einen weiteren Doktortitel in Mathematik mit der Arbeit probabilistic theory of systems of random Boolean equations. 1971 ging er nach Kiew zurück und arbeitete am V.-M.-Gluschkow-Institut für Kybernetik der Taras-Schewtschenko-Universität als Leiter der Abteilung Mathematische Modellierung der Zuverlässigkeitstheorie von komplexen Systemen. 1978 wurde er Mitglied der Nationalen Akademie der Wissenschaften der Ukraine. Er erhielt als Mitglied einer Gruppe von Wissenschaftler auch Staatspreise der Sowjetunion und der Ukraine. 1997 wurde er als Professor an die University of North London berufen.

## Publikationen (Auswahl)
- Rare events in queueing systems – A survey. Queueing Syst 16, 1–49 (1994). https://doi.org/10.1007/BF01158947

### Bücher
- mit Boris Wladimirowitsch Gnedenko: Introduction to Queuing Theory (1989). Mathematical Modeling, vol 5. Birkhäuser Boston. https://doi.org/10.1007/978-1-4615-9826-8_1